# Professeur Molchanov
Le Professeur Molchanov (en russe : «Профессор Молчанов») est un navire de recherche océanographique russe (initialement soviétique) renforcé pour la navigation parmi les glaces. Le navire a été construit en Finlande en 1983 et est maintenant converti pour le marché des croisières arctiques et antarctiques.

## Navire scientifique
Lancé le 28 décembre 1982, il porte le nom de Pavel Molchanov (en), inventeur du radiosonde, à l'occasion de son 90e anniversaire.
- Entre le 26 janvier 1983 et le 7 septembre 1991, le navire a été utilisé pour la recherche polaire et océanographique. Il a effectué 34 croisières de recherche en tant que navire de recherche soviétique[1], y compris trois expéditions mondiales hydrologiques organisées par l'Administration hydrométéorologique de Mourmansk[2].
- Du 28 avril 1984 au 10 juin 1984, il croise jusqu'en Mer du Nord, puis en Mer de Norvège, au nord-est de l'Océan Atlantique et dans a mer de Barents.
- Du 19 septembre 1989 au 30 novembre 1989, il navigue jusqu'en Mer du Groenland, dans l'Océan Atlantique Nord, la mer de Norvège et la mer de Barents,
- Du 12 décembre 1989 au 22 février 1990, on le trouve à travers la mer de Norvège, l'Océan Atlantique sud, la mer de Barents, la mer du Nord et l'océan Atlantique Nord.

## Navire de croisière
Le navire a été converti à l'usage des passagers et est maintenant exploité par Oceanwide Expeditions pour les expéditions en haute latitudes. 
Il comporte une suite, 23 cabines jumelles et 2 cabines triples. Les espaces publics comprennent un salon et un bar, une petite bibliothèque, une infirmerie et un sauna. La salle à manger sert également de salle de conférence. 
Il y a des zones d'observation sur le pont et les passagers sont généralement les bienvenus sur la passerelle. Il a une flotte de zodiac pour les débarquements et l'observation de la faune sauvage.